# Jumară
Jumările reprezintă resturile (comestibile) rezultate din topirea slăninii, a osânzii, a seului sau a oricărui tip de carne (sau materie grasă animală) ce conține grăsime.
Uleiul lichid rezultat din realizarea jumărilor este o excelentă materie primă (întrucât este un amestec de acizi organici grași), alături de hidroxidul de sodiu (cu care se combină chimic prin fierbere), pentru realizarea săpunului brut.

## Procedeul obișnuit
De obicei, jumările se fac din carne de porc, întrucât carnea de porc conține multă grăsime. Totuși, se pot face din orice fel de carne ce conține destule lipide.  Spre exemplu, jumările se pot adesea realiza din carne de gâscă, rață, cocoș sau găină, dacă animalele sunt adulte și bine hrănite.

## Produse secundare
Bine făcute, răcite, și apoi zdrobite mărunt, jumările se pot adăuga unui aluat pentru a realiza niște produse de patiserie (de obicei în formă de disc), care se coc la foc mic în cuptor, cunoscute în Banat și Transilvania ca pogăcele.
De asemenea tot în zona Transilvaniei este foarte cunoscut și apreciat preparatul numit pastă de jumări, numele acestuia fiind foarte sugestiv în privința texturii și procedeului de preparare. Se condimentează cu sare, boia și usturoi și se păstrează în borcane, fiind un produs alimentar ușor tartinabil la temperatura camerei.